# أنجيليكا أريبام
أنجيليكا أريبام (من مواليد 22 يناير عام 1992) ناشطة سياسية هندية عملت على قضية الجنس والعرق ودمقرطة السياسة. أسست مؤسسة المرأة الأولى وهي منظمة غير ربحية ملتزمة  بتوسيع قيادة النوع الاجتماعي، مع تركيز خاص على النساء في السياسة. كانت أريبام أيضاً أمينة عامة وطنية لاتحاد الطلاب الوطني في الهند، جناح الطلاب في المؤتمر الوطني الهندي.
أريبام زميلة افتتاحية لبرنامج توقيع الأصوات الحيوية لتمكين المرأة في الحياة العامة والقيادات السياسية النسائية في منظمة الأصوات الحيوية، وهي منظمة أمريكية غير حكومية أسستها هيلاري كلينتون ومادلين أولبرايت. في عام 2017، سُميت أريبام كواحدة من ثلاثين شخصية هندية تحت سن الثلاثين في مجلة فوربس لعملها في السياسة العامة وعلم السياسة. كانت أول طالبة من المنطقة الشمالية الشرقية في الهند منتخبة في اللجنة الإدارية لاتحاد طلاب جامعة دلهي.

## النشأة
ولدت أنجيليكا أريبام في غرب امفال في مانيبور، الهند. هي أصغر أشقائها الثلاثة، ولدت لأريبام م شارما وتويبي ديفي. انتقلت إلى نيودلهي في سن الثانية عشر لتكمل تعليمها.

## التعليم
ذهبت أريبام إلى مدرسة في كيندريا فيدياليا، أندروز جانج. أكملت شهادة البكالوريوس في الكيمياء الحيوية بمرتبة الشرف من كلية سري فينكاتيسوارا، في جامعة دلهي عام 2012. خلال إجازتها من الحياة السياسية عام 2017- 2018، كانت أريبام باحثة في وزارة التجارة في جمهورية الصين الشعبية وأكملت درجة الماجستير في السياسة العامة في جامعة بكين. ركزت أطروحتها لدرجة الماجستير على الفهم العام لقوانين الاغتصاب الصارمة فيما يتعلق بتشريع القانون الجنائي (تعديل) عام 2013.

## الرحلة السياسية
انضمت أريبام إلى اتحاد الطلاب الوطني في الهند (NSUI)، جناح الطلاب في المؤتمر الوطني الهندي في يوليو 2012. تروي أريبام في مقابلة كيف أن العنف واسع النطاق ضد طلاب الشمال الشرقي عام 2012 في مختلف المدن الهندية حثّها على الانضمام إلى النشاط السياسي.
انتُخِبت أريبام في سبتمبر 2012 في مركز الحرم الجامعي للقانون في كلية الحقوق، جامعة دلهي. بعد ذلك، تنافست وفازت في الانتخابات للجنة الإدارية لاتحاد طلاب جامعة دلهي. مع ذلك أصبحت أول شمالية شرقية منتخبة في اتحاد طلاب جامعة دلهي.
في ديسمبر 2012، عُينت أمينة سر وطنية في اتحاد الطلاب الوطني في الهند من قبل راهول غاندي.  كانت أريبام أصغر شخص ينضم إلى اللجنة الوطنية.
عقدت لجنة عموم الهند دورة المجلس في جايبور عام 2013، وكانت أريبام المتحدثة الوحيدة من المنطقة الشمالية الشرقية بأكملها. ركزت في كلمتها على التحديات التي يواجهها الشتات الشمالي الشرقي عبر البلاد.
في الفترة التي تسبق انتخابات لوك سابها السادسة عشر، شاركت أريبام في المشاورات وصياغة وعمليات إعداد للبيان الرسمي الطلابي للمؤتمر الوطني الهندي.
رُقيت أريبام إلى الأمينة العامة الوطنية لاتحاد الطلاب الوطني في الهند في مارس 2016. استقالت من منصبها في يوليو 2017 في محاولة لخلق مساحة للشباب الأصغر سناً في النظام، بعد أن خدمت المنظمة لمدة خمس سنوات. [11][12]  مثلت أريبام المؤتمر الوطني الهندي على مختلف منصات وسائل الإعلام الوطنية والدولية.

## النشاطية

### مناهضة العنصرية
انضمت إلى السياسة بعد العنف ضد طلاب شمال شرق البلاد في يوليو 2012، كانت أريبام ناشطة قوية ضد العنصرية. من خلال عملها مع اتحاد الطلاب الوطني في الهند والكتابات الشخصية، طالبت مراراً وتكراراً بتطبيق توصيات لجنة بيزباروا. انتقدت حزب الشعب الهندي لإشارته إلى الهنود الشماليين الشرقيين باسم «المهاجرين»، ما قاد الحزب إلى إصدار توضيح.

### حرية الإنترنت ومبدأ حياد الشبكة
ناضلت أريبام من أجل الإنترنت المجاني والمفتوح، وهي مؤيدة لمبادئ حيادية الإنترنت. لعبت دوراً أساسياً في حزب المؤتمر الذي تناول قضية حيادية الإنترنت في البرلمان الهندي عام 2015.

### صحة الحيض
كمدافعة صريحة عن صحة الحيض، عملت أريبام لضمان وصول منتجات صحية نظيفة إلى السجون الهندية. في عام 2015، احتُجِزت من قبل شرطة دلهي بعد احتجاج للمطالبة بمزيد من الحماية للنساء في العاصمة الوطنية. ذُهلت خلال فترة احتجازها لأن السجن لم يتمكن من تأمين طلبها الأساسي للحصول على فوطة الحيض. بعد ذلك، تناولت القضية مع شرطة دلهي وحثت على توفير فوط صحية مجانية في السجون.

### حقوق المرأة
أريبام نسوية متعددة الجوانب تؤمن بالموجة النسوية الرابعة. في سبتمبر 2016، كتبت أريبام مقالاً يسلط الضوء على التمييز الجنسي المزعوم ومعاداة النساء اللذين كانا سائدين في نزل النساء في جامعة بنارس هندو. كان هذا أول مقال منتشر يكشف مدى التمييز بين الجنسين في جامعة بنارس هندو. بعد ذلك، اشتدت الاحتجاجات في الحرم الجامعي، حيث تلقى نشطاء جامعة بنارس هندو الدعم من جميع أنحاء البلاد.
في النسخة الهندية لحركة أنا أيضاً عام 2018، عندما زعم ممثل بوليوود تانوشري دوتا أنه تعرض  للتحرش الجنسي من قبل أحد النجوم المشاركين، انتقدت أريبام صمت نجوم بوليوود المشهورين وقررت مقاطعة أفلامهم.

### منطقة زمنية مختلفة في الشمال الشرقي
في مايو 2017، أنشأت أريبام عريضة لمطالبة الحكومة المركزية بإعلان المنطقة الشمالية الشرقية منطقة منفصلة زمنياً. بينما تمتد الهند لمسافة 3000 كيلومتر، إلا أنها تملك منطقة زمنية واحدة فقط رسمياً. يعتقد الخبراء أن إعلان المنطقة الزمنية المختلفة سيساعد على زيادة ساعات العمل في ضوء النهار وكذلك توفير الطاقة.

## التمثيل الجنساني ومؤسسة المرأة الأولى
أريبام مؤيدة صريحة لزيادة تمثيل المرأة في السياسة. أيدت من خلال كتاباتها ومناقشاتها المختلفة، إقرار مشروع قانون حماية النساء والحاجة إلى تمثيل أكبر للنساء. عبرت عن رأيها بحاجة الحصص الجنسانية إلى استكمالها ببناء القدرات والمزيد من المكافآت للنساء في المنظمات السياسية.
أريبام مؤسسة مشاركة ومديرة مؤسسة المرأة الأولى. مؤسسة المرأة الأولى هي منظمة غير حزبية وغير ربحية وتركز على توسيع القيادة النسائية من خلال تدريب الزعيمات السياسيات وإعدادهن.

## الجوائز والتقدير

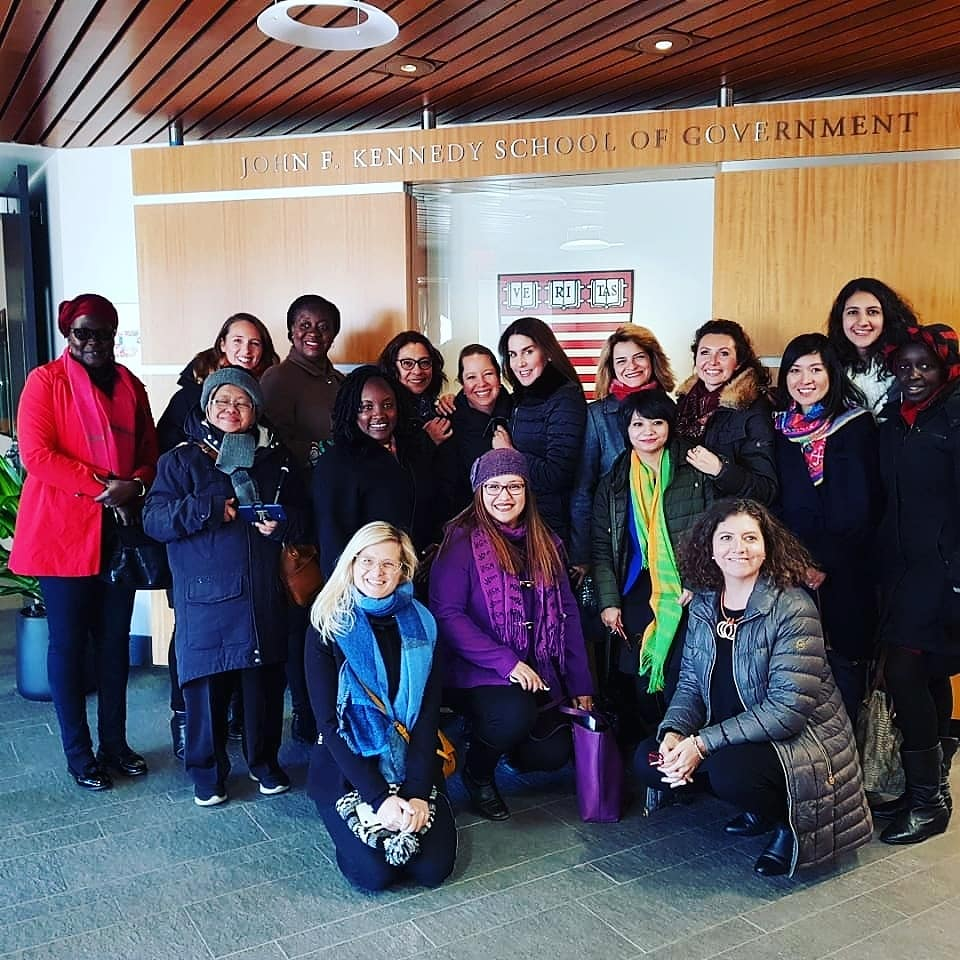
المجموعة الافتتاحية لبرنامج VV Engage في كلية هارفارد كينيدي.

### ثلاثون شخصية هندية تحت سن الثلاثين في مجلة فوربس
صُنِفت أريبام كواحدة من ثلاثين شخصية هندية تحت سن الثلاثين في مجلة فوربس عام 2017 في فئة القانون والسياسة العامة وعلم السياسة. وصفتها مجلة فوربس على أنها شخص «يحارب العنصرية بحماسة». بناءً على تقدير أريبام كواحدة من ثلاثين شخصية هندية تحت سن الثلاثين في مجلة فوربس، قالت وزيرة الاتحاد السابقة الدكتور شاشي ثارور: «بصفتها سيدة شابة من مانيبور تشق طريقها في السياسة كليًا بواسطة عملها الشاق الخاص، تعمل أريبام كمصدر إلهام للشباب الهنود، خاصة الشباب من المناطق المهمشة، للانضمام إلى الحياة العامة لتقديم الخدمات وصناعة فرق».

### زميلة جذب الأصوات الحيوية
في عام 2018، اختيرت أريبام للمجموعة الافتتاحية من زمالة جذب الأصوات الحيوية رفيعة المستوى. زمالة جذب الأصوات الحيوية هي برنامج الأصوات الحيوية الذي يركز على النهوض بالقيادة العامة للنساء. تشارك زمالة جذب الأصوات الحيوية في تدريب شخصي وصارم عبر الإنترنت، وتتواصل مع شبكة عالمية من الأقران والمستشارين. خلال البرنامج، تلقت إرشادات من رئيس الوزراء السابق بياتريس ميرينو من بيرو وجيني شيبلي من نيوزيلندا وكيم كامبل من كندا. درب أساتذة مدرسة هارفارد كينيدي -من بين آخرين- أريبام خلال الزمالة.

### أفضل 10 هنود ناجحين تحت سن الثلاثين
في عام 2018، أُعلِنت أريبام  أنها من بين أفضل 10 هنود ناجحين دون سن الثلاثين من قبل صحيفة ايسترن أي البريطانية.

### نساء من الشمال الشرقي
أدرج برنامج (ThePeopleTv) قائمة تشمل سبع نساء تفخر بهنّ المنطقة الشمالية الشرقية من الهند من بينهن أريبام.